# Колл-опцион
Колл-опцион (англ. call option, досл.: «возможность потребовать») — финансовое соглашение между двумя сторонами, одна из которых является покупателем, а вторая продавцом данного типа опциона, одна из форм биржевого опциона наряду с пут-опционом. Колл-опцион даёт право покупателю опциона купить в будущем оговоренное количество ценных бумаг или другого базового актива по установленной в контракте цене (цена страйк) в течение ограниченного срока или отказаться от такой покупки (не налагает обязательства покупки). Продавец обязан продать предмет торга или финансовый инструмент, если покупатель примет решение воспользоваться своим правом покупки. Покупатель за это право уплачивает продавцу опционную премию (цену опциона).

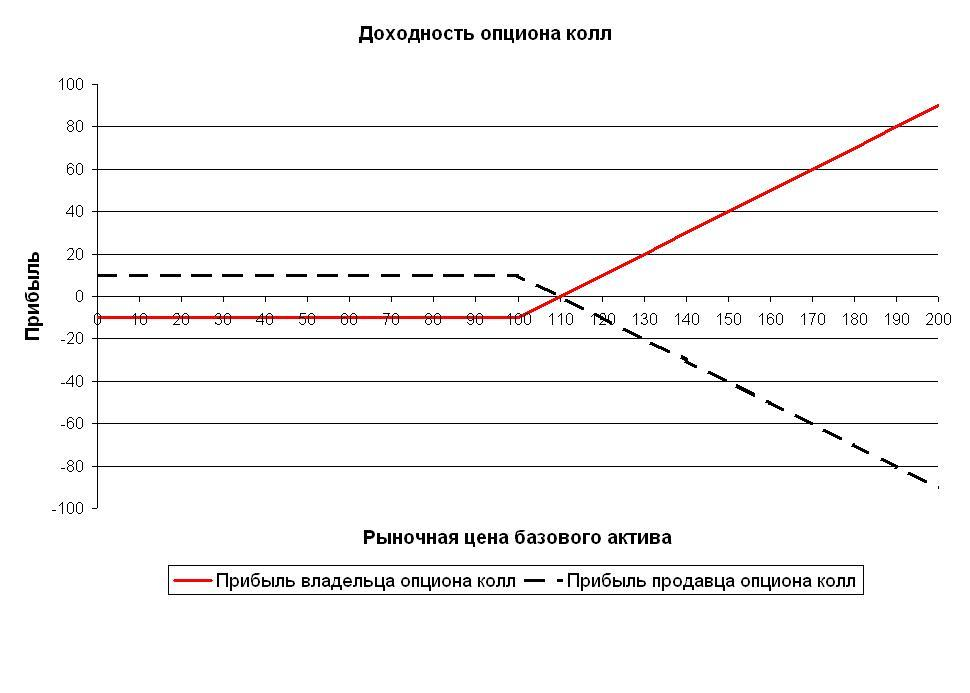
График зависимости доходности по опциону от изменения цены базового актива. Страйк-цена = 100, премия по опциону — 10.

Покупатель колл-опциона получает прибыль в ситуации, если цена базового актива вырастет до момента исполнения опциона. Прибыль для покупателя может быть очень большой и формируется достигнутым уровнем цены актива. В случае падения цен, покупатель колл-опциона просто не будет требовать его исполнения, то есть не будет нести никаких дополнительных затрат. При этом финансовый риск (уровень потерь) будет ограничен величиной уплаченной премии.
Продавец берёт на себя обязательство, предполагая, что на момент исполнения цена не увеличится, или увеличится незначительно. Он готов отказаться от некоторой прибыли из-за роста цены в обмен на выплаченную ему премию (цена самого опциона как ценной бумаги) и сохранение возможности своей собственной закупки до повышения цены базового актива.
Стоимость опциона может быть определена с помощью формулы Блэка — Шоулса